# Pteris coriacea
Pteris coriacea är en kantbräkenväxtart som beskrevs av Nicaise Augustin Desvaux. Pteris coriacea ingår i släktet Pteris och familjen Pteridaceae. Inga underarter finns listade.